# Linia kolejowa nr 993
Linia kolejowa 993 – pierwszorzędna, jednotorowa, zelektryfikowana linia kolejowa, obejmująca tor 400 w rejonie SPB stacji Szczecin Port Centralny.
Linia w całości została uwzględniona w kompleksową i bazową towarową sieć transportową TEN-T.